# Электронно-оптическая камера

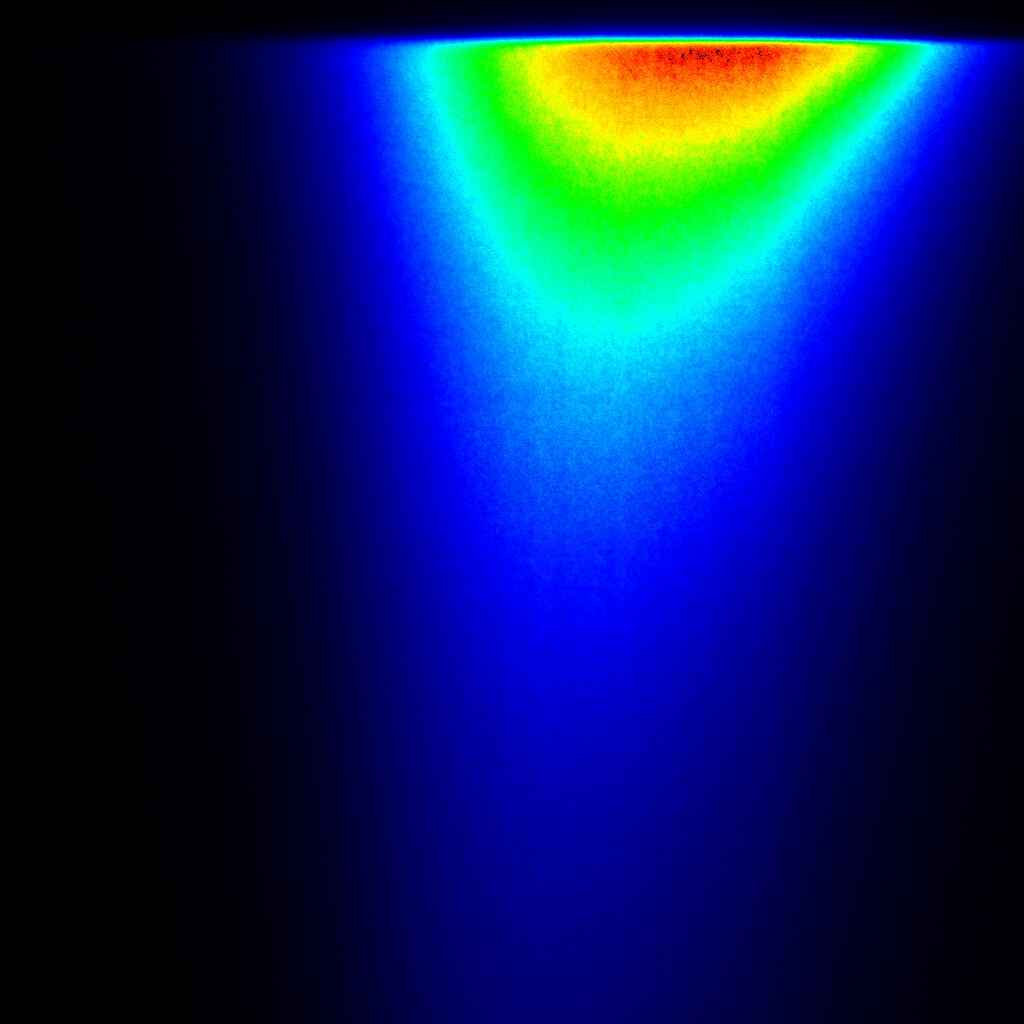
Фотолюминесценция в электронно-оптической камере

Электронно-оптическая камера (также кальки щелевая камера и стрик-камера от англ. streak camera) — устройство с синхронной развёрткой изображения, высокоскоростной фоторегистратор для регистрации изменения интенсивности импульса света со временем. Используется для измерения длительности сверхкоротких импульсов, а также в спектроскопии с временны́м разрешением.

## Принцип работы
Электронно-оптическая камера работает по принципу щелевой фотографии путём преобразования временно́го профиля импульса в пространственный профиль на детекторе, вызывая зависящие от времени отклонения луча на детекторе. Импульс света входит в камеру через щель (отсюда английское название), выбивая электроны с фотокатода. Электроны ускоряются с помощью созданного высокого напряжения и фокусируются магнитной линзой. Затем проходят через отклоняющую систему, обеспечивающую развёртку во времени, и попадают на экран, покрытый люминофором. По яркости свечения траектории луча на экране можно восстановить исходную зависимость интенсивности сигнала от времени и, следовательно, найти длительность импульса.
Современные электронно-оптические камеры позволяют разворачивать импульсы шириной до 100 фемтосекунд. Технология может использоваться для высокоскоростной съёмки с частотой до 0,58 триллиона кадров в секунду.